# Nacionalna biblioteka Kine
Nacionalna biblioteka Kine (kineski: 中国国家图书馆) (neformalno Pekinška javna biblioteka) centralna je biblioteka u Narodnoj Republici Kini koja se nalazi u glavnom gradu Pekingu. Sa svojom golemom kolekcijom od preko 41 miliona tomova (decembar 2020) najveća je biblioteka u celoj Aziji i jedna od 5 najvećih na svetu. Biblioteku dnevno posećuje oko 13.000 čitalaca. Biblioteka pohranjuje najveću svetsku kolekciju kineske literature i istorijskih dokumenata. and covers an area of 280,000 square meters. Gotovo polovina svih knjiga objavljenih pre Johana Gutenberga i njegove štamparske prese čuva se u ovoj biblioteci. U svojoj zbirci biblioteka se nalazi preko 12 miliona časopisa i knjiga na stranim jezicima.
Prethodnica Nacionalne biblioteke Kine bila je Imperijalna biblioteka u Pekingu koja je osnovana 9. septembra 1909. godine od strane vlasti za vreme dinastije Ćing. Formalno je otvorena 1912. godine nakon Sinhajske revolucije. Godine 1916. stekla je status depozitarne biblioteke. U julu 1928. naziv joj je promenjen u Nacionalna Peiping biblioteka, koji je naknadno promenjen u naziv Nacionalna biblioteka. Zbirke Nacionalne biblioteke nasledile su kraljevske kolekcije od dinastije južni Song i privatne kolekcije od dinastija Ming i Ćing. Najstarije kolekcije se mogu pratiti do kostiju proročišta u Jin ruševinama pre više od 3000 godina.
Narodna biblioteka je velika istraživačka i javna biblioteka, sa predmetima na 123 jezika i u mnogim formatima, štampanim i digitalnim: knjige, rukopisi, žurnali, novine, časopisi, zvučni i muzički snimci, video zapisi, scenariji, patenti, baze podataka, karte, pečati, otisci, crteži. Od decembra 2020. kolekcija sadrži više od 41 milion tomova i raste po stopi od milion tomova godišnje. Ukupna količina digitalnih resursa prelazi 1000TB i raste po stopi od 100TB godišnje.
Nakon nekoliko promena imena i administrativnih izmena, preimenovana je u Nacionalnu biblioteku Kine 1999. godine. Nacionalna biblioteka se sada sastoji od Južnog kompleksa, Severnog kompleksa, Dečje sale, Dvorane drevnih knjiga i sedamnaest istraživačkih biblioteka koje su poslate različitim odeljenjima centralne vlade i Akademiji vojnih nauka.

## Istorija
Najranije istorijske reference o bibliotekama zapadnog tipa u kineskoj civilizaciji dolaze iz tekstova Lin Cesjua iz 1839. godine i Vej Juena iz 1843. godine, obe prevedene iz zapadnih izvora. U kasnom XIX veku u kontekstu nekoliko poraza od strane zapadnih sila carska dinastija je poslala više misija u inostranstvo kako bi izučavale zapadnu kulturu i institucije. Više članova tih misija beležilo je svoja iskustva sa posetama javnim bibliotekama beležeći i kako one privlače veliki broj čitalaca. Novinar Lijang Ćidžao je nakon propasti Reforme stotinu dana 1898. godine iz egzila pisao o Javnoj biblioteci u Bostonu i Biblioteci Univerziteta u Čikagu, hvaleći činjenicu da korisnici nisu krali knjige koje su posuđivali iz biblioteka. Član jedne druge misije koji je poslan u inostranstvo da proučava moderno političko uređenje primetio je efikasnost u posuđivanju knjiga u Kongresnoj biblioteci u Sjedinjenim Američkim Državama.
Godine 1906. godine guverer provincije Hunan u formalnom je eseju na klasičnom kineskom caru predstavio nameru osnivanja provincijske biblioteke u njenom glavnom gradu Čangši.

## Literatura
- Bailey, Paul J. (1990), Reform the People: Changing Attitudes Towards Popular Education in Early Twentieth-Century China,  – преко Questia (потребна претплата) , Edinburgh: Edinburgh University Press, ISBN 978-0-7486-0218-6.[мртва веза]
- Keenan, Barry C. (1994), Imperial China's Last Classical Academies: Social Change in the Lower Yangzi, 1864–1911,  – преко Questia (потребна претплата) , Berkeley (CA): Institute of East Asian Studies, UC Berkeley, ISBN 978-1-55729-041-0.[мртва веза]
- Li, Zhizhong 李致忠 (chief editor) (2009), Zhongguo guojia tushuguan guanshi 中国国家图书馆馆史 [History of the National Library of China] (на језику: кинески), Beijing: NLC Press (国家图书馆出版社), ISBN 978-7-5013-4070-5.
- Lin, Sharon Chien (1983), (потребна претплата), „Education for Librarianship in China after the Cultural Revolution”, Journal of Education for Librarianship, 24 (1): 17—29, JSTOR 40322775.
- Lin, Sharon Chien (1998), Libraries and Librarianship in China,  – преко Questia (потребна претплата) , Westport (CT) and London: Greenwood Press, ISBN 978-0-313-28937-8.[мртва веза]
- Zhou, Mi; Weitz, Ankeney (2002), Zhou Mi's Record of Clouds and Mist Passing Before One's Eyes: An Annotated Translation, Leiden: Brill, ISBN 9789004126053.
- Cheng, Huan Wen (1991), (потребна претплата), „The Impact of American Librarianship on Chinese Librarianship in Modern Times (1840–1949)”, Libraries & Culture, 26 (2): 372—87, JSTOR 25542343.
- Fung, Margaret C. (1984), (потребна претплата), „Safekeeping of the National Peiping Library's Rare Chinese Books at the Library of Congress 1941-1965”, The Journal of Library History, 19 (3): 359—72, JSTOR 25541531.
- Lee, Hwa-Wei (30. 6. 1996). „American Contributions to Modern Library Development in China: A Historic Review”. Paper presented at the 1st China–United States Library Conference.
- Li, Guoqing [李国庆] (2001), „History of the National Library of China”,  Ур.: Stam, David H. (ed.), International Dictionary of Library Histories, Chicago: Fitzroy Dearborn, стр. 499—502, ISBN 978-1-57958-244-9.
- Lin, Sharon Chien (1983), (потребна претплата), „Education for Librarianship in China after the Cultural Revolution”, Journal of Education for Librarianship, 24 (1): 17—29, JSTOR 40322775.
- Lin, Sharon Chien (1985), (потребна претплата), „Historical Development of Library Education in China”, The Journal of Library History, 20 (4): 368—86, JSTOR 25541653.
- Prentice, Susan (1986), (потребна претплата), „The National Library of China – The View from Within”, The Australian Journal of Chinese Affairs, 15: 103—12, JSTOR 2158874.
- Yu, Priscilla C. (2001), (потребна претплата), „Leaning to One Side: The Impact of the Cold War on Chinese Library Collections”, Libraries & Culture, 36 (1): 253—66, JSTOR 25548906.
- Yu, Priscilla C.; Davis, Donald G., Jr. (1998), (потребна претплата), „Arthur E. Bostwick and Chinese Library Development: A Chapter in International Cooperation”, Libraries & Culture, 33 (4): 389—406, JSTOR 25548664.
- Zhu, Peter F. (13. 10. 2009). „Harvard College Library, China Form Pact - Harvard-Yenching Library collection to be digitized”. Harvard Crimson.

## Spoljašnje veze
- www.nlc.gov.cn